# Fagradalsfjall
Fagradalsfjall (AFI: [ˈfaɣratalsˌfjatl̥]) es un respiradero de fisura volcánica y un volcán en escudo subglacial localizado en la península de Reykjanes, en Islandia. 
En 2022 se registró una erupción volcánica en Geldingadalir, al sur de Fagradalsfjall. La erupción más reciente ocurrió el 10 de julio de 2023.

## Entorno tectónico
Fagradalsfjall es un respiradero del sistema volcánico de Krýsuvík, en la Península Meridional. Está situado en una zona de rifting activo en un borde divergente entre las placas euroasiática y norteamericana.

## Historia

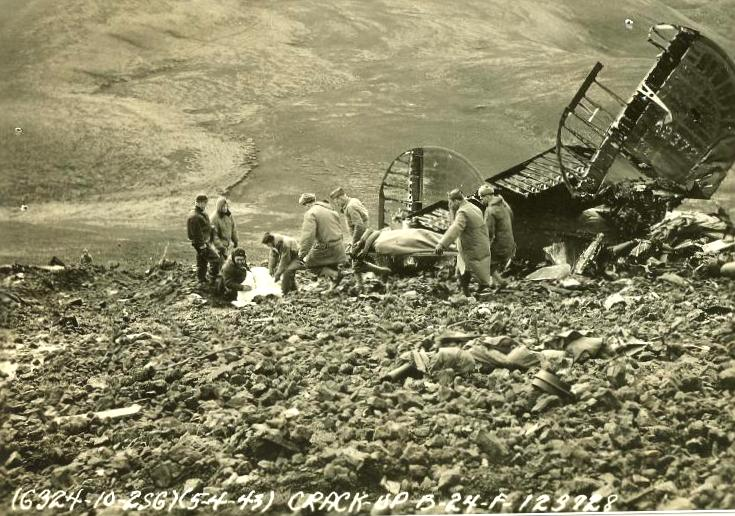
Militares del Ejército de los Estados Unidos recuperando los cuerpos de las víctimas del accidente aéreo de 1943.

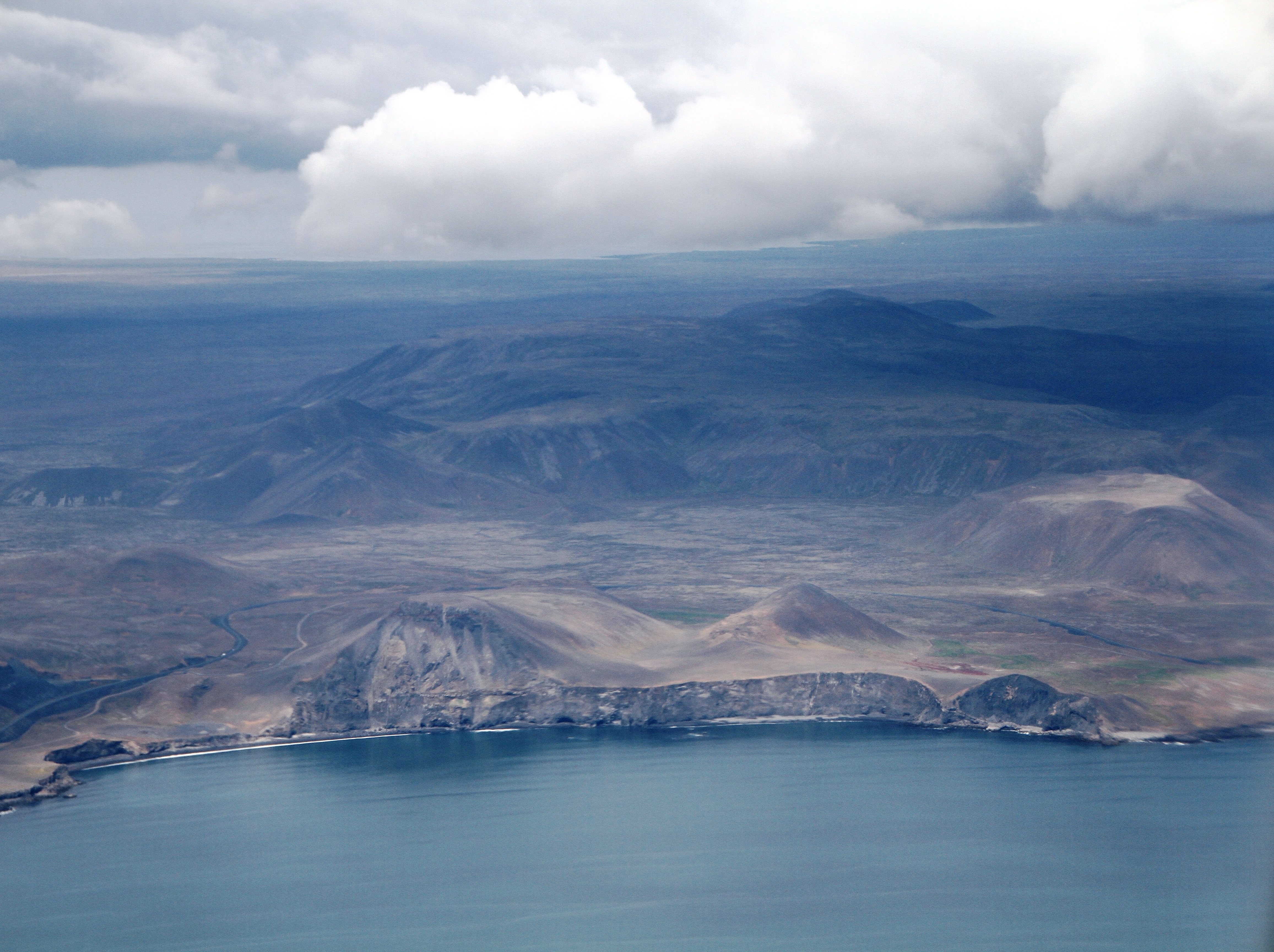
Vista aérea del Fagradalsfjall desde el sur.

El 3 de mayo de 1943, el teniente general Frank Maxwell Andrews del Ejército de los Estados Unidos, fundador de las Fuerzas Aéreas del Ejército de los Estados Unidos, y otros trece militares murieron cuando su bombardero B-24 Hot Stuff se estrelló contra la ladera del volcán. Solo quedó un superviviente, el sargento primero George A. Eisel.

### Actividad en 2020-2021

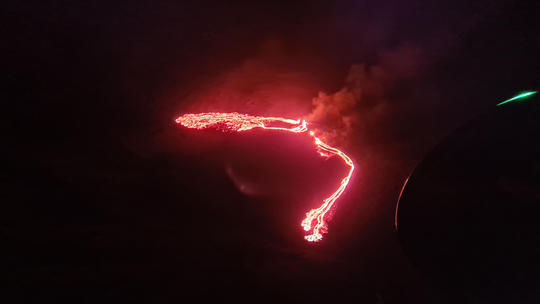
Erupción del Fagradalsfjall en 2021, por la noche.

Desde diciembre de 2019 hasta marzo de 2021,[actualizar] la península de Reykjanes se vio sacudida por una serie de terremotos, dos de los cuales alcanzaron una magnitud de 5,6, suscitando el temor de que una erupción fuera inminente. Se cree que los terremotos fueron provocados por intrusiones de diques y por el magma que se mueve bajo la península. Se registraron daños menores en hogares el 4 de febrero a causa del terremoto de magnitud 5,6. En las tres semanas anteriores a la erupción, los sismógrafos registraron más de 40 000 temblores.[actualizar]

#### Erupción al sur de Fagradalsfjall
El 19 de marzo, se produjo una erupción en Geldingadalir (al sur de Fagradalsfjall) poco antes de las 21:30 hora local, la primera erupción registrada en la península en unos 800 años y la primera en la montaña en 6000 años. La Oficina Meteorológica Islandesa anunció esta súbita erupción a las 21:40 horas. Según los informes, una fisura de entre 600 y 700 m de largo empezó a expulsar lava. En la actualidad, los flujos de lava no suponen ninguna amenaza para los residentes, pero existe el potencial de contaminación por dióxido de azufre.

### Actividad en 2023
El 10 de julio de 2023 a las 16:40 UTC, una erupción comienza al norte de Fagradalsfjall, en la cima del Litil-Hrútur. Dura hasta el 5 de agosto.

## Erupciones recientes
Desde 2021, el sistema volcánico de Fagradalsfjall ha registrado una serie de erupciones tras más de 800 años de inactividad. La primera erupción comenzó en marzo de 2021 en el valle de Geldingadalir, y atrajo a miles de visitantes debido a su accesibilidad y la naturaleza efusiva de la actividad volcánica. La erupción fue relativamente tranquila en comparación con otras erupciones islandesas, lo que permitió que los turistas se acercaran a ver las coladas de lava en un espectáculo natural impresionante. La actividad volcánica se mantuvo durante varios meses, ofreciendo a los científicos una oportunidad única para estudiar el comportamiento de los volcanes en tiempo real. 
Posteriormente, se registraron nuevas erupciones en agosto de 2022 y julio de 2023, consolidando la región como un centro de actividad volcánica continua y una atracción turística de gran magnitud. Las erupciones más recientes fueron más intensas y generaron nuevas coladas de lava que modificaron el paisaje local, creando nuevas formaciones geológicas. Esto ha permitido que los científicos analicen los efectos de las erupciones prolongadas y el impacto en el medio ambiente cercano, incluyendo el cambio en la composición de las rocas y la liberación de gases volcánicos.
Estas erupciones han revitalizado el turismo volcánico en Islandia, especialmente después de la disminución de visitas debido a la pandemia de COVID-19. Las autoridades islandesas han invertido en infraestructura para recibir a los turistas, incluyendo caminos, puntos de observación y medidas de seguridad para garantizar una experiencia segura. Según Reuters, Islandia ha entrado en una nueva era de actividad volcánica constante, lo que promete seguir atrayendo a visitantes durante los próximos años. La inversión en infraestructura turística también está mejorando las condiciones locales para los residentes cercanos al volcán.